# لوسيانا براغا
لوسيانا براغا (بالبرتغالية: Luciana Braga‏) هي ممثلة برازيلية، ولدت في 16 ديسمبر 1962 في ريو دي جانيرو في البرازيل.

## وصلات خارجية
- لوسيانا براغا على موقع IMDb (الإنجليزية)
- لوسيانا براغا على موقع قاعدة بيانات الفيلم (الإنجليزية)